# Beit Khallaf
Beit Khallaf és un llogaret d'Egipte a uns 20 km al nord d'Abidos on s'han trobat algunes tombes predinàstiques i del primer període dinàstic.
A Beit Khallaf, entre Mahansa i Reqaqna, al sud de Sohag, s'han trobat cinc mastabes amb segells amb els noms dels faraons Sanakht i Nekjerikhet, probablement de monarques de la tercera dinastia. John Garstang va descobrir aquest cementiri a començaments del segle. La tomba més gran és l'anomenada K1 (de 85 x 45 m) i originalment Garstang la va atribuir al faraó Djoser. El cementiri reial d'Abidos fou abandonat després del regnat de Khasekhemui, però aquesta tomba és posterior.
El més important són els segells, i a part dels dos faraons esmentats (fins a 5 de Netkerikhet) també hi ha segells amb els noms de Nimaathap ("mare dels fills del rei"). L'evidència arqueològica suggereix que Netkerikhet fou el fill i successor de Khasekhemui i el que va dirigir el seu enterrament. Nimaathap fou potser la seva mare; el nom del faraó Sanakht (Nom d'Horus) apareix a la tomba K2 on també s'inclou el seu nom nesu-bity (Nebka), rei que el Papir de Torí situa entre Khasekhemui i Netkerikhet, però que per l'evidència arqueològica seria posterior.